# Fabara
Fabara è un comune spagnolo di 1 230 abitanti situato nella comunità autonoma dell'Aragona.
Appartiene a una subregione conosciuta come Frangia d'Aragona. La lingua più diffusa in paese è da sempre, una variante occidentale del catalano.
Nei pressi della città si trova un mausoleo romano risalente alla fine del II secolo a.C., dal 1931 catalogato come Bien de Interés Cultural.